# Seznam kanadskih politikov
Seznam kanadskih politikov.

## A
- John Abbott (1821-1893)
- Bill Aberhart (1878-1943)
- Vince Agro (1936-2020)
- Lincoln Alexander (1922-2012)
- Leona Alleslev (1968-)
- Anita Anand (1967-)
- Louise Arbour (1947-)
- Jean Augustine (1937-)
- Lloyd Axworthy (1939-)

## B
- Robert Baldwin (1804-1858)
- Maude Barlow
- Perrin Beatty (1950-)
- Monique Begin (1936-2023)
- Richard Bedford Bennett (1870-1947)
- W.A.C. Bennett (1900-1979)
- William Richards Bennett (1932-2015)
- Candice Bergen (1964-)
- Thomas Berger
- Big Bear (1825-1888)
- Maxime Bernier (1963-)
- Yves-François Blanchet (1965-)
- Ethel Blondin-Andrew (1951-)
- Sir Robert Borden (1854-1937)
- Lucien Bouchard (1938-)
- Henri Bourassa (1868-1952)
- Robert Bourassa (1933-1996)
- Pierre Bourgault (1934-2003)
- John Bracken (1883-1969)
- Joseph Brant (1742-1807)
- Molly Brant (1736-1796)
- Bob Bratina (1944-)
- Ed Broadbent (1936-2024)
- George Brown (1818-1880)
- Rosemary Brown (1930-2003)
- Tim Buck (1891-1973)

## C
- Kim Campbell (1947-)
- James P. Cannon
- Claude Carignan (1964-)
- Mark Carney (1965-)
- Sir George-Étienne Cartier
- Jean Charest (1958-)
- Brock Chisholm (1896-1971)
- Jean Chrétien (1934-)
- Joe Clark (1939-)
- Sheila Copps (1952-)

## D
- Joseph A. Day (1945-)
- Amor De Cosmos (1825-1897)
- Cadmus Delorme
- Viola Desmond (1914-1965)
- John Diefenbaker (1895-1979)
- Ujjal Dosanjh
- Tommy Douglas (1904-1986)
- Jean-Eudes Dubé (1926-2019)
- Maurice Duplessis (1890-1959)

## F
- Miguel Figueroa
- Doug Ford (1964-)
- Francis Fox (1939–)
- Gary Fox (1943–2022)
- Chrystia Freeland (1968-)

## G
- Marc Garneau
- Herb Gray (1931–2014)

## H
- Stephen Harper (1959-)
- George Hewison
- Grant Hill
- C. D. Howe
- Joseph Howe

## J
- Jack Johnson (1930-2009)
- Rita Johnston (1935-)
- Mélanie Joly (1979-)

## K
- George Kennedy (1927-2003)
- William Lyon Mackenzie King (1874-1950)
- Ralph Klein (1942-2013)

## L
- Louis-Hippolyte Lafontaine (1807-1864)
- Marc Lalonde (1929-2023)
- Scott Lamb
- John George Lambton (1792-1840)
- Bernard Landry (1937-2018)
- Wilfrid Laurier (1896-1911)
- Jean Lesage (1912–1980)
- René Lévesque (1922-1987)

## M
- Alexander Mackenzie (1822–1892)
- William Lyon Mackenzie (1795–1861)
- Ernest Manning (1908-1996)
- Paul Martin
- Elizabeth May (1954-)
- Thomas D'Arcy McGee (1825-1868)
- Agnes Macphail
- Don Mazankowski (1935-2020)
- Beverley McLachlin
- Arthur Meighen (1874–1960)
- Scott Moe
- Tom Mulcair (1954-)
- Brian Mulroney (1939-)

## N
- Erik Nielsen

## O
- Erin O'Toole (1973-)

## P
- Louis-Joseph Papineau (1786-1871)
- Jacques Parizeau (1930-2015)
- Lester B. Pearson (1897-1972)
- Piapot (~1816-1908)
- Pierre Poilievre (1979-)

## R
- Lisa Raitt (1968-)
- Louis Riel (1844-1885)
- Jo-Ann Roberts (1956-)
- Carlo Rossi (1925-1998)
- Anthony Rota (1961-)

## S
- Andrew Scheer (1978-)
- Hélène Scherrer (1950-)
- Danielle Smith (1971-)
- Larry Smith (1951-)
- Louis Stephen St. Laurent (1882-1973)
- Jeanne Sauvé (1922-1993)
- Jagmeet Singh (1979-)

## T
- Tecumseh (1768-1813)
- W. Ross Thatcher (1917-1971)
- Pierre Elliott Trudeau (1919-2000)
- Justin Trudeau (1971-)
- John (Napier Wyndham) Turner (1929-2020)

## V
- Ronalee "Rona" Ambrose Veitch née Chapchuk (1969-)

## W
- Daniel E. Williams (1949-)
- Michael Wilson (1937-2019)

## Z
- William N. Vander Zalm (1934-)